# SN 2001ih
SN 2001ih – supernowa typu IIb odkryta 10 grudnia 2001 roku w galaktyce M+06-40-03. W momencie odkrycia miała maksymalną jasność 17,70m.